# Битва при Птерии
Битва при Птерии — сражение 547 или 546 до н. э. между лидийцами и персидским войском Кира Великого.

## Предыстория
В 552 до н. э. персы под предводительством царя Кира II восстали против владычества Мидии, в 550 до н. э. персы захватили Мидию, а к 547 году и все территории, ранее входившие в Мидийское царство (Парфию, Гирканию, и возможно, Армению).
Возвышение Персии встревожило царя Лидии Крёза, и он стал думать над тем, как бы ему ослабить нового могущественного соседа. Затем он решил отправить своих послов ко всем известным оракулам в Греции (Дельфы, Абы, Додона, Амфиарай, Трофоний и Бранхиды) и Египте (оракул Аммона в Ливии). Сначала Крёз хотел проверить проницательность оракулов. Поэтому он велел своим послам отправляться к оракулам и на сотый день после их отъезда из Лидии спросить, что делает лидийский царь. Послы записали ответы каждого оракула и поехали обратно, в Сарды. Правдивыми оказались только ответы из Дельф и Амфиарая. Лишь эти оракулы правильно ответили на вопрос, что он делает — он разрубил черепаху и ягнёнка и варил их в медном котелке, накрытом медной крышкой.
Затем Крёз стал посылать дары в Дельфы, надеясь умилостивить бога Аполлона. После этого царь отправил послов в Дельфы и Амфиарай с вопросом, стоит ли ему идти войной на персов. Оба оракула дали ответ, что если он пойдёт на персов, то сокрушит великое царство. Также оракулы посоветовали ему заключить союз с самым могущественным греческим полисом. Крёз обрадовался и подумал, что если начнёт войну с Киром, то сокрушит его державу. Также лидийский царь заключил союз с Египтом и Вавилоном.
Крёз стал узнавать, какой из греческих полисов самый могущественный, и ему ответили, что Спарта и Афины — самые могущественные греческие города-государства. Поразмыслив, лидийский царь решил заключить союз со Спартой. Когда он отправил послов в Спарту, спартанцы согласились и заключили союз с Лидией.
Затем лидийский царь напал на Каппадокию, которая раньше входила в состав Мидии, а теперь Персии. Он переправился через пограничную реку Галис и захватил город Птерию, разбил там лагерь и сделал базой для походов на города и деревни Каппадокии. Кир между тем собрал войско и двинулся к Птерии.

## Битва
«Здесь, на Птерийской земле, персы и лидийцы померялись силами. Сеча была жестокой, и с обеих сторон пало много воинов. В конце концов ни той, ни другой стороне не удалось одержать победы, и с наступлением ночи противники разошлись»

## Итоги
Потери лидийцев были большими, больше, чем потери персов. Поэтому Крёз решил отступить к Сардам, чтобы подготовиться к новому наступлению. Он отправил послов к своим союзникам, — Египту, Вавилону и Спарте — просьбу о помощи, предлагая явиться к Сардам через 5 месяцев. Лидийский царь думал, что Кир не пойдёт сразу же в наступление после такой нерешительной битвы, и даже распустил наёмников.
Кир узнал об этом и решил перейти в наступление немедля. Он вторгся в Лидию и подошёл к равнине Тимбре перед стенами Сард. Там произошло решающее сражение этой войны.